# 窪田僚
窪田 僚（くぼた りょう、1952年6月7日 - ）は、日本の小説家、コピーライター。北海道出身。北海道大学工学部建築学科卒業、経済学部中退。
パルコ出版発行の雑誌『ビックリハウス』の読者投稿コーナー「ビックラゲーション」に投稿していた。優秀作2編は、1976年にブロンズ社から発行された単行本「ビックラゲーション選」に収録され、窪田の顔写真も掲載されている。
1976年、23歳の時に「ビックリハウス」が主催した短編小説賞『エンピツ賞』第1回に入選する。なお、受賞作『しづこちゃん』は「エンピツ賞傑作選」（1984年1月、パルコ出版）に収録されている。
エンピツ賞受賞後、ショートショート、青春小説、エッセイを執筆する。主に集英社コバルト文庫や角川スニーカー文庫でジュブナイル（21世紀で言うライトノベル）を発表した。その他、広告や宣伝のコピーなどの仕事を請け負う。学習研究社から出版されていたアイドル雑誌「Momoco」のグラビアページには長年コピーを書いていた。
小説家としてのデビュー作である「ヘッドフォン・ララバイ」は当時評判となり、シブがき隊の主演で映画化された。さらに「大人になりたい」はタレント・かとうれいこの主演で映像化された。
ジュニア向け小説家だったが、その後ディズニー作品のノベライズ・絵本化などを手掛ける絵本作家に転進。

## 主な作品リスト
ヘッドフォン・ララバイ（黎と有沙）シリーズ（集英社コバルト文庫） ※未完
- ヘッドフォン・ララバイ 公園通りの青春（1981年1月15日） ※1983年、映画化。主演：シブがき隊
- ミッドサマー・ウェザー －ヘッドフォン・ララバイ2－（1982年5月15日）
- ツインハート・アベニュー －ヘッドフォン・ララバイ3－（1983年7月15日）
- ハーフミラー・エイジ（1985年8月15日）

あのコとシリーズ（集英社コバルト文庫、イラスト：内田春菊）
- あのコとスペクタクル（1986年5月15日）
- あのコとスリリング（1987年3月15）
- あのコとサスペンス（1988年2月15）

木谷彩（きたに・さい）シリーズ（角川文庫、イラスト：高田明美）
- 放課後、アイスティ（1986年8月25日）
- 真夏日、ウインディ（1988年3月25日）

北都プリンセスシリーズ（集英社コバルト文庫、イラスト：鈴木みや）
- 北都プリンセス －ライラックの風に吹かれて－（1988年9月10日）
- 夢降り、バレンタイン －北都プリンセス2－（1989年2月10日）
- ねえ、どうおもってる？ －北都プリンセス3－」（1989年11月1日）

シリーズ外作品
- ファーストスノウキッス（1982年11月15日、集英社コバルト文庫）
- マイディアスウィート（1983年1月15日、集英社コバルト文庫）
- 東京ラプソディ（1984年10月15日、集英社コバルト文庫）
- キラー通りで、青春小説（1988年10月1日、角川文庫、イラスト：高田明美）
- 大人になりたい（1989年7月1日、角川文庫、イラスト：あいかわももこ） ※1991年、Vシネマ化。主演：かとうれいこ

### 児童文学
- 「うらないトリオ・キューピッズ」シリーズ（ポプラ社：とんでる学園シリーズ、画：鈴木みや）
- 「恋の悩み相談ペア」シリーズ（ポプラ社：とんでる学園シリーズ、画：たしろ季霧）
- 「芽衣探偵チャームズ」シリーズ（ポプラ社：もっと・とんでる学園シリーズ、画：瀬口恵子）
- 恋占い・アキストゼネコでハートビート（1989年12月1日、講談社青い鳥文庫、イラスト：あさくらみゆき）
- 廊下でI LOVE YOU（1990年1月1日、講談社青い鳥文庫、イラスト：たかなししずえ）
- うわさになれたらいいのに（1990年7月1日、ポプラ社、イラスト：あいかわももこ）
- パラレル少女・亜湖（1991年11月1日、小学館パレット文庫、イラスト：長江朋美）
- きっともっとずっと（1992年6月1日、小学館パレット文庫、イラスト：長江朋美）

## 参考サイト
- Ryo Kubota Library